# Cratere Dugan
Dugan è un cratere lunare di 49,65 km situato nella parte nord-occidentale della faccia nascosta della Luna.
Il cratere è dedicato all'astronomo statunitense Raymond Smith Dugan.

## Crateri correlati
Alcuni crateri minori situati in prossimità di Dugan sono convenzionalmente identificati, sulle mappe lunari, attraverso una lettera associata al nome.
| Dugan | Coordinate             | Diametro (in km) |
| ----- | ---------------------- | ---------------- |
| J     | 61°26′24″N 107°52′12″E | 12,83            |
| X     | 67°49′48″N 98°07′48″E  | 14,21            |